# توماس سگوویا (بازیکن فوتبال)
توماس سگوویا (انگلیسی: Tomás Segovia؛ زادهٔ ۸ فوریهٔ ۱۹۹۹) بازیکن فوتبال است.